# Vandenboschia maxima
Espèce
Répartition géographique
Vandenboschia maxima est une fougère de la famille des Hyménophyllacées.
Nom chinois : 大葉瓶蕨 (chinois classique) - 大叶瓶蕨 (chinois simplifié)

## Description
Cette espèce présente les caractéristiques suivantes :
- son rhizome est long, rampant, couvert de poils noirs ;
- il n'y a ni de frondes avortives, ni de fausses nervures ;
- le limbe, triangulaire, profondément divisé deux à trois fois, a entre 20 et 30 cm de long pour 10 à 15 cm de large ;
- les sores, plutôt à la base des segments latéraux, sont recouverts d'une indusie tubulaire à l'orifice bilobé.

Cette espèce compte 36 paires de chromosomes.

## Distribution
Cette espèce est présente dans les zones tropicales majoritairement insulaires d'Asie et du Pacifique : Chine (Taïwan), Japon (Okinawa), Thaïlande, Malaisie, Indonésie (principalement Java), Nouvelle-Calédonie, Polynésie (Vanuatu, Fidji, Samoa, archipel de la Société dont Tahiti, Rapa, îles Cook).
Il s'agit d'une fougère principalement épiphyte des troncs d'arbre.

## Historique et position taxinomique
Vandenboschia maxima est l'espèce type du sous-genre Vandenboschia ainsi que du genre Vandeboschia.
Cette espèce est décrite une première fois en 1828 par Carl Ludwig Blume sous le nom de Trichomanes maximum à partir d'un exemplaire de Java. Il décrit simultanément une variété : Trichomanes maximum var minus (en provenance de Nusae, en Sulawesi du sud, île au nord de Java).
En 1843, Karel Bořivoj Presl, à partir d'un exemplaire collecté à Luzon par Hugh Cuming, redécrit cette espèce sous le nom Trichomanes millefolium. Le nom ayant déjà été utilisé par Bory, cette espèce est renommée en 1926 par Takenoshin Nakai Trichomanes preslianum. La synonymie avec Trichomanes maximum est établie à partir de l'exemplaire type.
En 1931, Edwin Bingham Copeland produit une longue description de Trichomanes maximum dans son imposante étude sur le genre Trichomanes où il la place dans le groupe Trichomanes radicans comptant entre autres Trichomanes auriculatum, Trichomanes giganteum, Trichomanes johsonnense et Trichomanes radicans, toutes espèces classées actuellement dans le sous-genre Vandenboschia du genre Vandenboschia.
En 1938, Edwin Bingham Copeland la reclasse dans le genre Vandenboschia qu'il vient de créer, son genre actuel.
En 1968, Conrad Vernon Morton la place dans la section Lacosteopsis du sous-genre Trichomanes du genre Trichomanes.
En 1975, Toshiyuki Nakaike la reclasse dans le genre Lacosteopsis : Lacosteopsis maxima (Blume) Nakaike
En 1985, Kunio Iwatsuki la reclasse dans le genre Crepidomanes : Crepidomanes maximum (Blume) K.Iwats.
Enfin, en 2006, Atsushi Ebihara, Jean-Yves Dubuisson, Kunio Iwatsuki, Sabine Hennequin et Motomi Ito confirment le classement dans le genre Vandenboschia par Edwin Bingham Copeland et la placent dans le sous-genre Vandenboschia comme espèce représentative de ce sous-genre .
Elle possède, en raison de ces multiples reclassements, une synonymie assez importante :
- Crepidomanes maxima (Blume) K.Iwats.
- Lacosteopsis maxima (Blume) Nakaike
- Trichomanes japonicum var. formosanum Christ
- Trichomanes maximum Blume
- Trichomanes maximum var. minus Blume

Elle compte une variété (pour le basionyme) :
- Trichomanes maximum var. grandiflora Rosenst. que Copeland identifie comme un synonyme de Trichomanes intermedium Bosch (Crepidomanes intermedium (Bosch) Ebihara & K.Iwats.)[13]